# Barrage de Djebel Aulia
Le barrage de Djebel Aulia est un barrage au Soudan sur le Nil Blanc. Il a été construit en 1937. En 2003, une centrale hydroélectrique a été rajouté au barrage avec une puissance de 30,4 MW.